# CharlieCard

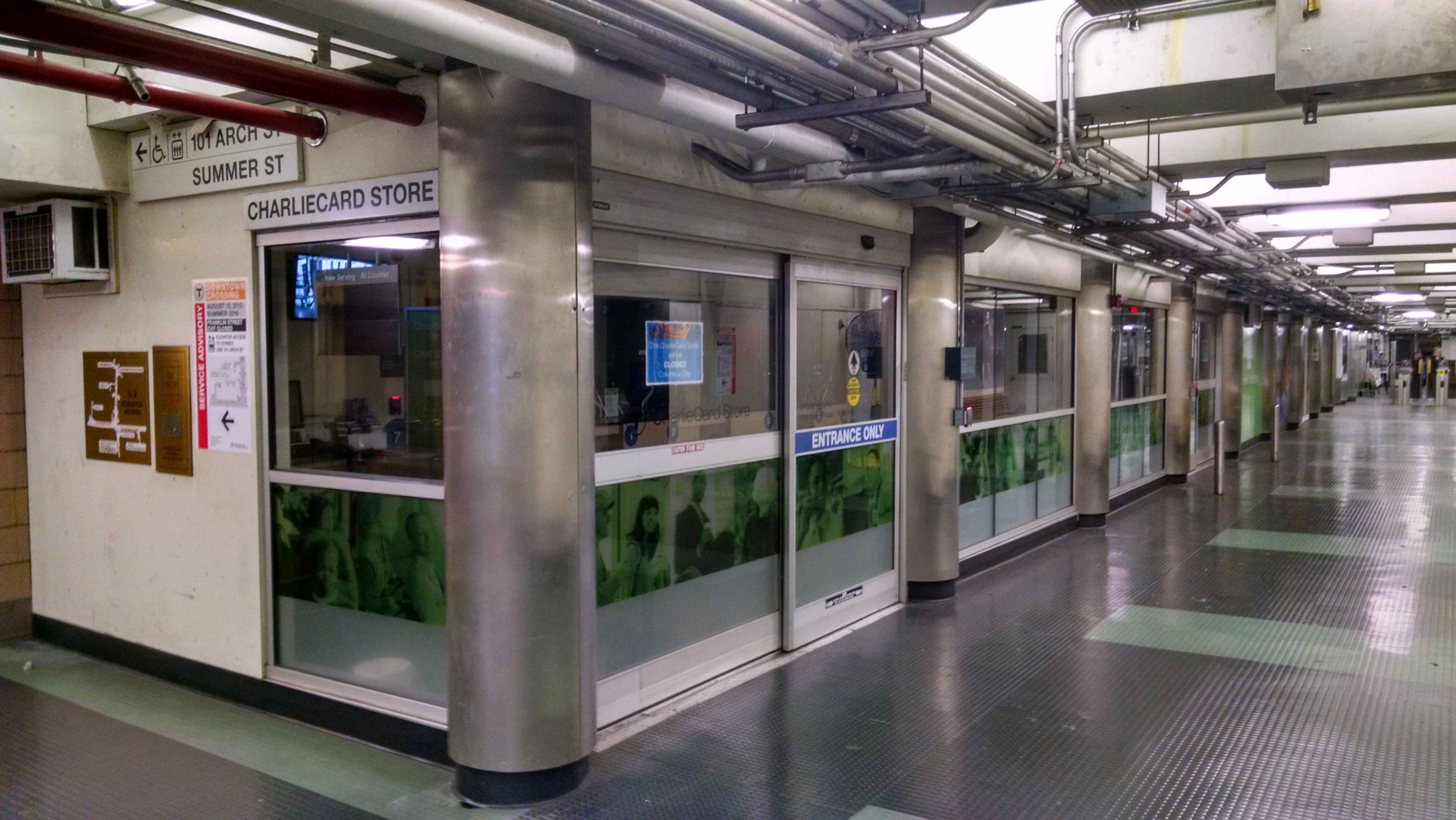
Boutique CharlieCard dans le métro de Boston.

La CharlieCard est une carte à puce sans contact MIFARE qui sert de titre de transport et de support de paiement sur les réseaux de transport public de l'État américain du Massachusetts. Elle a été lancée le 4 décembre 2006.